# Промениста вулиця (Київ, Деснянський район)
Промени́ста ву́лиця — вулиця в Деснянському районі міста Києва. Розташована у Броварському лісництві (54-й квартал). Назву отримала у 2000 році.
Пролягає від вулиці Драгоманова міста Бровари до кінця забудови.
Вулиця пролягає територією лісництва, забудована одноповерховими житловими будинками працівників та спорудами лісництва. Адміністративна будівля лісництва розташована у старовинній дерев'яній будівлі (за місцевими переказами, це колишній панський будинок), збудований 1903 року.

## Особливості вулиці
Вулиця має особливу систему нумерації будинків, відмінну від інших вулиць Києва. Будинки тут мають не стандартні номери 1, 2, 3, 4..., а №№ 351, 353, 355, 366, 372, 372-А, 374.